# 東賽德鎮區 (明尼蘇達州密爾湖縣)
東賽德鎮區（英語：East Side Township）是位於美國明尼蘇達州密爾湖縣的一個行政鎮區。

## 地方資料
東賽德鎮區的面積為98.75平方千米，當中陸地面積為55.14平方千米，而水域面積為43.61平方千米。根據2020年美國人口普查的數據，當地共有人口650人，而人口密度為每平方千米6.58人。